# Chaplin (Film)
Chaplin ist eine britisch-US-amerikanisch-französisch-italienische Filmbiografie von Richard Attenborough aus dem Jahr 1992. Das Drehbuch beruht auf dem Buch Chaplin: His Life and Art (Chaplin. Sein Leben, seine Kunst) von David Robinson und der 1964 veröffentlichten Autobiografie von Charlie Chaplin. Die Hauptrolle spielte Robert Downey Jr.

## Handlung
Der gealterte Charlie Chaplin lebt in der Schweiz und bearbeitet mit seinem Verleger George Hayden seine Autobiographie. Hayden fallen Ungenauigkeiten auf und er fordert Chaplin auf, ihm genau zu erzählen, wie sein Leben verlaufen ist. Die Gespräche zwischen Chaplin und Hayden bilden die Rahmenhandlung für chronologisch erzählte Episoden aus dem Leben Chaplins.
Chaplin erzählt, wie er im Alter von fünf Jahren zum ersten Mal auf der Bühne auftrat, als seiner Mutter die Stimme versagte. Mit seiner Mutter und seinem älteren Bruder Sydney wächst er in ärmlichen Verhältnissen in London auf. Sein Vater stirbt an den Folgen von Alkoholmissbrauch. Sein Bruder verschafft ihm Auftritte in Fred Karnos Varieté, wo er erfolgreich wird. Später reist Chaplin in die USA, wo er in Filmkomödien unter der Regie von Mack Sennett Karriere macht. Seine Auftritte als „Tramp“ sind beliebt und er macht sich bald als Regisseur und Hauptdarsteller selbständig. Chaplin wird noch vor seinem 30. Lebensjahr Millionär. Zusammen mit Douglas Fairbanks und Mary Pickford gründet er 1919 die United Artists.
Seine Kunst wird hoch gelobt, doch seine politischen Ansichten bringen ihn in Konflikt mit dem späteren FBI-Chef J. Edgar Hoover. Chaplin heiratet die jugendliche Mildred Harris, von der er bald wieder geschieden wird. Da der Anwalt seiner Ex-Frau den fast fertigen Film The Kid als Vermögensgegenstand beschlagnahmen lassen will, schneidet ihn Chaplin mit seinen Freunden heimlich in einer Provinzstadt. Als sie entdeckt werden, fliehen sie vor der Polizei, was in der Konvention der Slapstick-Filme gezeigt wird.
Es folgen weitere Filme, Affären und Ehen, von denen nur die letzte mit Oona O’Neill länger hält. Als er 1952 nach England reist, wird ihm die Rückkehr in die USA verweigert. Chaplin zieht in die Schweiz und darf erst 1972 zur Verleihung des Ehrenoscars in die Vereinigten Staaten zurückkehren. In der letzten Szene bereitet er sich auf die Dankesrede vor und schaut sich die Ausschnitte seiner alten Filme an, die den Gästen vorgeführt werden.

## Kritiken
Das Lexikon des internationalen Films bezeichnet den Film als „detailverliebte[n], hervorragend fotografierte[n] Bilderbogen, der neben den zahlreichen skandalumwitterten Amouren des Komikers auch dessen aufrechte politische Haltung in einem reaktionären Amerika beleuchtet. Der Verzicht auf starke Emotionalisierungen sorgt für eine gewisse Distanz zum Geschehen, die aber das Vergnügen an der liebevollen und besonders in der Hauptrolle brillant interpretierten Hommage nicht mindert.“

## Auszeichnungen
Der Film war 1993 in drei Kategorien für einen Oscar nominiert: Robert Downey Jr. als Bester Hauptdarsteller, John Barry für die Beste Filmmusik und Stuart Craig sowie Chris A. Butler für das Beste Szenenbild. Robert Downey Jr., Geraldine Chaplin und John Barry waren 1993 für einen Golden Globe nominiert.
Robert Downey Jr. gewann 1993 den BAFTA Award. Für diese Auszeichnung nominiert waren John Mollo und Ellen Mirojnick für die Kostüme, Wally Schneiderman, Jill Rockow und John Caglione junior für das Make-up sowie Stuart Craig für das beste Szenenbild.
Sven Nykvist war 1992 für den British Society of Cinematographers Award nominiert. Robert Downey Jr. gewann 1993 den London Critics Circle Film Award. Richard Attenborough war 1993 beim Internationalen Filmfestival Moskau und beim portugiesischen Festival Internacional de Cinema do Porto jeweils für einen Preis nominiert. Mike Fenton erhielt 1993 eine Nominierung für den Casting Society of America Award.

## Hintergrund
Die Dreharbeiten fanden in Kalifornien, in England – vor allem an verschiedenen Drehorten in London – und in Vevey in der Schweiz statt. Der Film spielte ca. 9,5 Millionen US-Dollar in den US-Kinos und ca. 1,8 Millionen Pfund Sterling in den britischen Kinos ein.

## Synchronisation
Die Synchronsprecher für die deutsche Fassung:
| - Charles Chaplin: Lutz Mackensy - Hannah Chaplin: Hannelore Minkus - Sydney Chaplin: Norbert Langer - Fred Karno: Klaus Sonnenschein - Hetty Kelly / Oona O’Neill Chaplin: Bettina Weiß - George Hayden: Rolf Schult - Mack Sennett: Thomas Danneberg - Mabel Normand: Sabine Jaeger - Edna Purviance: Marina Krogull - Douglas Fairbanks: Arne Elsholtz | - J. Edgar Hoover: Helmut Gauß - Paulette Goddard: Andrea Aust - Joan Berry: Daniela Hoffmann - Rollie Totheroh: Jörg Hengstler - Joseph Scott: Reinhard Kuhnert - Mildred Harris: Debora Weigert - junge Charles Chaplin: David Nathan - Joe: Stefan Fredrich - Ted: Karl Schulz - Daniel Taradash: Christian Rode |